# Scandal (elbeszélés)
A Scandal Willa Cather egyik elbeszélése. Először 1919-ben jelent meg a Century újságban.

## Cselekmény
Kitty Ayrshire, egy operaénekes megfázott, aminek köszönhetően nem tud énekelni. Mivel unatkozik ezért megkéri egyik barátját, Pierce Tevist, hogy látogassa meg. Egy a Kittyről keringő pletykáról kezdenek el beszélgetni. Tevis azt mondja, hogy Siegmund Stein, egy jómódú gyáros egy Kittyre hasonlító hölggyel járkál a városban, akiről mindenki azt hiszi, hogy Kitty. Kitty ekkor félbeszakítja és elmeséli, hogy amikor Stein társaságában mulatott a szeretője, Peppo segítségét kellett kérnie, hogy megszabaduljon a férfi állandó zaklatásaitól. Azonban néhány héttel később megjelenik a lapokban egy kép Siegmund Steinről és feleségéről, melyen Kitty is látható.

## Szereplők
- Kitty Ayrshire, egy operaénekes.
- Miles Creedon, egy orvos.
- Pierce Tevis, Ayrshire egyik barátja.
- Lucien Simon, egy festő.
- Marcel Durand, egy fizikus.
- Siegmund Stein, egy osztrák zsidó emigráns milliomos.
- Dan Leland
- Ruby Mohr, egy olasz gyármunkás, aki nagyon hasonlít Kitty Ayrshire-re.
- Miss Mandelbaum, Stein felesége.
- Peppo Amoretti, Kitty olasz szeretője.

## Kapcsolatok a szerző többi műveivel
Kitty Ayrshire az A Gold Slipper-ben is feltűnik.

## Jelentősége
Ugyan Cather a Scandal-t 1916-ban írta Denverben, azonban csak 1919-ben jelent meg. Egyesek azt állították, hogy ez az antiszemitizmusa miatt történt.
Az elbeszélés F. Scott Fitzgerald kedvenc története volt.